# 広島県道81号生口島循環線
広島県道81号生口島循環線（ひろしまけんどう81ごう いくちじまじゅんかんせん）は、広島県尾道市を通る県道（主要地方道）である。

## 概要
尾道市の生口島を一周する。

### 路線データ
- 起点：尾道市瀬戸田町沢・フェリー乗り場前
- 終点：尾道市瀬戸田町沢・沢交差点
- 総延長：
- 実延長：12.756 km[1]
- 認定：1960年（昭和35年）10月10日[1]

## 歴史
- 1960年（昭和35年）10月10日 - 広島県告示第682号により認定される。
- 1970年（昭和45年）4月1日 - 国道317号が昇格したこと（1969年12月4日政令第280号による）により尾道市因島洲江町 - 尾道市瀬戸田町垂水間が国道317号と重用するようになる。
- 1972年（昭和47年）11月1日 - 県道番号の再編により広島県道371号生口島循環線となる。
- 1991年（平成3年）12月8日 - 生口橋が開通したことにより本州方面と陸続きになる。
- 1993年（平成5年）5月11日 - 建設省から、県道生口島循環線が生口島循環線として主要地方道に指定される[2]。
- 1994年（平成6年）4月1日 - この日から主要地方道に昇格し、現行路線名称および県道番号に変更される。
- 1999年（平成11年）5月1日 - 瀬戸内しまなみ海道（西瀬戸自動車道）が全通したことにより四国方面と陸続きになる。
- 2006年（平成18年）1月10日 - 尾道市が因島市および豊田郡瀬戸田町を編入したことにより全部分が尾道市域を通る路線になる。

## 路線状況

### 重複区間
- 広島県道466号向島因島瀬戸田自転車道線（尾道市瀬戸田町林 - 尾道市因島洲江町間及び尾道市瀬戸田町垂水 - 尾道市瀬戸田町福田間で重用）
- 国道317号（尾道市因島洲江町・赤崎港前 - 尾道市瀬戸田町垂水）

## 地理

### 通過する自治体
- 尾道市

### 交差する道路
- 広島県道372号林御寺線（尾道市瀬戸田町林）
- 西瀬戸自動車道（瀬戸内しまなみ海道）生口島北IC（尾道市因島洲江町）【北緯34度18分12.5秒 東経133度8分50.3秒 / 北緯34.303472度 東経133.147306度】
- 国道317号（尾道市因島洲江町・赤崎港前）
- 広島県道372号林御寺線（尾道市瀬戸田町御寺）
- 西瀬戸自動車道（瀬戸内しまなみ海道）生口島南IC（尾道市瀬戸田町荻）【北緯34度15分46.0秒 東経133度5分53.2秒 / 北緯34.262778度 東経133.098111度】
- 国道317号（尾道市瀬戸田町垂水）

### 沿線にある施設など
- 沢港
- 尾道市立市民病院附属瀬戸田診療所
- 広島県立瀬戸田高等学校
- 赤崎港
- 洲江港
- 尾道市役所 東生口出張所
- 尾道市役所 瀬戸田支所

### 沿線の名所・旧跡・観光地
- 瀬戸内しまなみ海道（生口橋・多々羅大橋）
- シトラスパーク瀬戸田
- 瀬戸田サンセットビーチ
- 向上寺
- 耕三寺
- 平山郁夫美術館 - 尾道市瀬戸田町出身の画家・平山郁夫の作品を展示した美術館。